# Alan Wilder
Alan Charles Wilder (n. 1 iunie 1959, Hammersmith, Londra, Anglia) este un muzician, compozitor, aranjor de muzică electronică și producător. A fost membru al formației Depeche Mode între 1982-1995. Între 1981-1982 a activat în formație la nivel de backround, fără a fi creditat. Înainte de activitatea sa în cadrul Depeche Mode, a mai fost membru al unor formații cu diferite curente muzicale, fără a reporta succese majore.
După retragerea din Depeche Mode, a revigorat proiectul său muzical intitulat Recoil, care reprezintă activitatea sa muzicală din prezent. Potrivit unor definiții, Recoil este definit ca o formație, deși are un singur membru, în persoana lui Alan Wilder; după alte definiții, Recoil este numele de scenă al lui Alan Wilder, sub care își desfășoară cariera solo. Indiferent de definiția acceptată, faptul concret este că orice album sau single lansat de Recoil este cântat de Alan Wilder. Cântecele conținute sub în general instrumentale. Uneori, apar și cântece vocal-instrumentale, dar vocea nu este niciodată a lui Alan Wilder, acesta apelând în acest sens la diverși vocaliști. Ei sunt creditați drept "invitați" pe albumul/single-ul în cauză.